# Юнацький чемпіонат Європи з футболу (U-17) 2024
Чемпіонат Європи з футболу серед юнаків віком до 17 років 2024 року — двадцять перший розіграш турніру (після зміни назви), який пройшов на Кіпрі з 20 травня по 5 червня 2024 року. Переможцем вдруге стала збірна Італії, яка у фіналі з розгромним рахунком перемогла збірну Португалії.

## Кваліфікація
Докладніше:
- Юнацький чемпіонат Європи з футболу (U-17) 2024 (кваліфікаційний раунд)

## Груповий раунд

### Група A
| Поз | Команда | І | В | Н | П | ГЗ | ГП | РГ | О | Кваліфікація |
| --- | ------- | - | - | - | - | -- | -- | -- | - | ------------ |
| 1   | Чехія   | 3 | 3 | 0 | 0 | 12 | 4  | +8 | 9 | Плей-оф      |
| 2   | Сербія  | 3 | 2 | 0 | 1 | 7  | 5  | +2 | 6 | Плей-оф      |
| 3   | Україна | 3 | 1 | 0 | 2 | 3  | 4  | −1 | 3 |              |
| 4   | Кіпр    | 3 | 0 | 0 | 3 | 1  | 10 | −9 | 0 |              |

| 20 травня 2024 18:00 |

| Сербія       | 1:0      | Україна |
| ------------ | -------- | ------- |
| - Макевич 2' | Протокол |         |

| Паралімні, Паралімні Глядачів: 296 Арбітр: Якоб Александер Сундберг |

| 20 травня 2024 20:30 |

| Кіпр | 0:5      | Чехія                                                                         |
| ---- | -------- | ----------------------------------------------------------------------------- |
|      | Протокол | - Коларжик 26' - Наскос 28' (пен.) - Нехватал 40' - Пенкса 81' - Квачек 90+3' |

| АЕК Арена, Ларнака Глядачів: 5 435 Арбітр: П'єр Галлусте |

| 23 травня 2024 18:00 |

| Україна                | 1:3      | Чехія                                |
| ---------------------- | -------- | ------------------------------------ |
| - Дігтярь 90+5' (пен.) | Протокол | - Мудри 12' (пен.) - Пенкса 61', 88' |

| Паралімні, Паралімні Глядачів: 315 Арбітр: Мохамад Аль-Емара |

| 23 травня 2024 20:30 |

| Кіпр         | 1:3      | Сербія                                         |
| ------------ | -------- | ---------------------------------------------- |
| - Іоанну 34' | Протокол | - Цветкович 45+3' - Стоянович 53' - Костов 63' |

| Антоніс Пападопулос, Ларнака Глядачів: 1 866 Арбітр: Давід Фуксман |

| 26 травня 2024 20:30 |

| Україна                    | 2:0      | Кіпр |
| -------------------------- | -------- | ---- |
| - Богданов 30', 48' (пен.) | Протокол |      |

| АЕК Арена, Ларнака Глядачів: 1 445 Арбітр: Анте Чуліна |

| 26 травня 2024 20:30 |

| Чехія                                                  | 4:3      | Сербія                                   |
| ------------------------------------------------------ | -------- | ---------------------------------------- |
| - Коларжик 8' - Белжик 64' (пен.), 89' - Колісек 90+3' | Протокол | - Костов 7' - Костич 21' - Цветкович 72' |

| Амахостос, Ларнака Глядачів: 271 Арбітр: Мігель Ногейра |

### Група B
| Поз | Команда  | І | В | Н | П | ГЗ | ГП | РГ | О | Кваліфікація |
| --- | -------- | - | - | - | - | -- | -- | -- | - | ------------ |
| 1   | Австрія  | 3 | 2 | 1 | 0 | 7  | 0  | +7 | 7 | Плей-оф      |
| 2   | Данія    | 3 | 1 | 1 | 1 | 4  | 6  | −2 | 4 | Плей-оф      |
| 3   | Хорватія | 3 | 0 | 3 | 0 | 3  | 3  | 0  | 3 |              |
| 4   | Уельс    | 3 | 0 | 1 | 2 | 1  | 6  | −5 | 1 |              |

| 20 травня 2024 18:00 |

| Данія                        | 2:0      | Уельс |
| ---------------------------- | -------- | ----- |
| - Обі 45+2' - Йоганнесен 48' | Протокол |       |

| Дасакі, Ахна Глядачів: 269 Арбітр: Менелаос Антоніу |

| 20 травня 2024 20:30 |

| Хорватія | 0:0      | Австрія |
| -------- | -------- | ------- |
|          | Протокол |         |

| Антоніс Пападопулос, Ларнака Глядачів: 258 Арбітр: Ян Петржик |

| 23 травня 2024 18:00 |

| Данія                       | 2:2      | Хорватія                |
| --------------------------- | -------- | ----------------------- |
| - Абільгор 36' - Ріснес 60' | Протокол | - Чович 41' - Микич 47' |

| Дасакі, Ахна Глядачів: 354 Арбітр: Яспер Вергоот |

| 23 травня 2024 20:30 |

| Австрія                                       | 3:0      | Уельс |
| --------------------------------------------- | -------- | ----- |
| - Гяммерле 30' - Забранський 51' - Рігель 84' | Протокол |       |

| Амахостос, Ларнака Глядачів: 333 Арбітр: Радослав Гідженов |

| 26 травня 2024 18:00 |

| Австрія                                  | 4:0      | Данія |
| ---------------------------------------- | -------- | ----- |
| - Моїзі 11', 29' - Адедженугуре 50', 52' | Протокол |       |

| Паралімні, Паралімні Глядачів: 349 Арбітр: Антоні Бандич |

| 26 травня 2024 18:00 |

| Уельс       | 1:1      | Хорватія     |
| ----------- | -------- | ------------ |
| - Аллен 32' | Протокол | - Дурдов 24' |

| Дасакі, Ахна Глядачів: 229 Арбітр: П'єр Галлусте |

### Група C
| Поз | Команда    | І | В | Н | П | ГЗ | ГП | РГ | О | Кваліфікація |
| --- | ---------- | - | - | - | - | -- | -- | -- | - | ------------ |
| 1   | Італія     | 3 | 3 | 0 | 0 | 6  | 1  | +5 | 9 | Плей-оф      |
| 2   | Польща     | 3 | 1 | 1 | 1 | 6  | 4  | +2 | 4 | Плей-оф      |
| 3   | Швеція     | 3 | 0 | 2 | 1 | 3  | 4  | −1 | 2 |              |
| 4   | Словаччина | 3 | 0 | 1 | 2 | 0  | 6  | −6 | 1 |              |

| 21 травня 2024 18:00 |

| Словаччина | 0:0      | Швеція |
| ---------- | -------- | ------ |
|            | Протокол |        |

| Паралімні, Паралімні Глядачів: 303 Арбітр: Анте Чуліна |

| 21 травня 2024 20:30 |

| Італія                     | 2:0      | Польща |
| -------------------------- | -------- | ------ |
| - Москоні 5' - Колетта 72' | Протокол |        |

| АЕК Арена, Ларнака Глядачів: 350 Арбітр: Мігель Ногейра |

| 24 травня 2024 18:00 |

| Італія                       | 2:0      | Словаччина |
| ---------------------------- | -------- | ---------- |
| - Камарда 30' - Лібералі 38' | Протокол |            |

| Дасакі, Ахна Глядачів: 316 Арбітр: Ян Петржик |

| 24 травня 2024 18:00 |

| Швеція                      | 2:2      | Польща                       |
| --------------------------- | -------- | ---------------------------- |
| - Антві 14' - Бозичевич 55' | Протокол | - Адконіс 24' - Ізуванне 67' |

| АЕК Арена, Ларнака Глядачів: 337 Арбітр: П'єр Галлусте |

| 27 травня 2024 18:00 |

| Швеція          | 1:2      | Італія                   |
| --------------- | -------- | ------------------------ |
| - Бозичевич 57' | Протокол | - Кама 75' - Камарда 80' |

| Паралімні, Паралімні Глядачів: 355 Арбітр: Ненад Мінакович |

| 27 травня 2024 18:00 |

| Польща                                              | 4:0      | Словаччина |
| --------------------------------------------------- | -------- | ---------- |
| - Ізуванне 11', 45' - Пєтушевський 30' - Гєроба 68' | Протокол |            |

| Дасакі, Ахна Глядачів: 302 Арбітр: Давід Фуксман |

### Група D
| Поз | Команда    | І | В | Н | П | ГЗ | ГП | РГ | О | Кваліфікація |
| --- | ---------- | - | - | - | - | -- | -- | -- | - | ------------ |
| 1   | Португалія | 3 | 2 | 0 | 1 | 7  | 4  | +3 | 6 | Плей-оф      |
| 2   | Англія     | 3 | 2 | 0 | 1 | 8  | 5  | +3 | 6 | Плей-оф      |
| 3   | Франція    | 3 | 2 | 0 | 1 | 3  | 5  | −2 | 6 |              |
| 4   | Іспанія    | 3 | 0 | 0 | 3 | 2  | 6  | −4 | 0 |              |

| 21 травня 2024 18:00 |

| Іспанія     | 1:2      | Португалія              |
| ----------- | -------- | ----------------------- |
| - Яньєс 20' | Протокол | - Варела 25' - Мора 33' |

| Дасакі, Ахна Глядачів: 446 Арбітр: Ненад Мінакович |

| 21 травня 2024 20:30 |

| Франція | 0:4      | Англія                                   |
| ------- | -------- | ---------------------------------------- |
|         | Протокол | - Мур 2', 39' - Діпепа 34' - Нванері 51' |

| Амахостос, Ларнака Глядачів: 1 254 Арбітр: Антоні Бандич |

| 24 травня 2024 20:30 |

| Франція      | 1:0      | Іспанія |
| ------------ | -------- | ------- |
| - Молебе 86' | Протокол |         |

| Антоніс Пападопулос, Ларнака Глядачів: 631 Арбітр: Якоб Александер Сундберг |

| 24 травня 2024 20:30 |

| Португалія                                 | 4:1      | Англія    |
| ------------------------------------------ | -------- | --------- |
| - Мора 34', 48' - Г.Сілва 64' - Патран 68' | Протокол | - Мур 43' |

| Амахостос, Ларнака Глядачів: 1 184 Арбітр: Менелаос Антоніу |

| 27 травня 2024 20:30 |

| Португалія   | 1:2      | Франція                     |
| ------------ | -------- | --------------------------- |
| - Патран 38' | Протокол | - Стерналь 36' - Молебе 81' |

| Амахостос, Ларнака Глядачів: 496 Арбітр: Радослав Гідженов |

| 27 травня 2024 20:30 |

| Англія                             | 3:1      | Іспанія    |
| ---------------------------------- | -------- | ---------- |
| - Меука 6' - Мур 73' - Нванері 85' | Протокол | - Арну 23' |

| Антоніс Пападопулос, Ларнака Глядачів: 1 136 Арбітр: Яспер Вергоот |

## Плей-оф

### Чвертьфінали
| 29 травня 2024 17:30 |

| Чехія                             | 1:1      | Данія                                       |
| --------------------------------- | -------- | ------------------------------------------- |
| - Пенкса 71'                      | Протокол | - Обі 82'                                   |
|                                   | Пенальті |                                             |
| - Наскос - Сосна - Мудри - Пенкса | 3:5      | - Маркманн - Гюсені - Обі - Андерсен - Геєр |

| Амахостос, Ларнака Глядачів: 298 Арбітр: Антоні Бандич |

| 29 травня 2024 20:00 |

| Австрія                | 2:3      | Сербія                               |
| ---------------------- | -------- | ------------------------------------ |
| - Адедженугуре 1', 79' | Протокол | - Ранкович 4', 45+1' - Цветкович 55' |

| АЕК Арена, Ларнака Глядачів: 312 Арбітр: Якоб Александер Сундберг |

| 30 травня 2024 18:00 |

| Португалія                  | 2:1      | Польща         |
| --------------------------- | -------- | -------------- |
| - Фелісіссіму 5' - Мора 59' | Протокол | - Ізуванне 34' |

| Антоніс Пападопулос, Ларнака Глядачів: 504 Арбітр: Яспер Вергоот |

| 30 травня 2024 20:30 |

| Італія                                               | 1:1      | Англія                                      |
| ---------------------------------------------------- | -------- | ------------------------------------------- |
| - Лібералі 29'                                       | Протокол | - Нванері 16'                               |
|                                                      | Пенальті |                                             |
| - Лаурічелла - Наталі - Орланді - Лібералі - Камарда | 5:4      | - Мур - Гаррісон - Амасс - Нванері - Діпепа |

| АЕК Арена, Ларнака Глядачів: 1 619 Арбітр: Ненад Мінакович |

### Півфінали
| 2 червня 2024 18:00 |

| Сербія                                 | 2:3      | Португалія                                |
| -------------------------------------- | -------- | ----------------------------------------- |
| - Цветкович 22' - Фелісіссіму 37' (аг) | Протокол | - Г.Сілва 60' - Мора 89' - Тровіску 90+5' |

| АЕК Арена, Ларнака Глядачів: 1 154 Арбітр: Давід Фуксман |

| 2 червня 2024 20:30 |

| Данія | 0:1      | Італія      |
| ----- | -------- | ----------- |
|       | Протокол | Колетта 30' |

| Антоніс Пападопулос, Ларнака Глядачів: 840 Арбітр: Антоні Бандич |

### Фінал
| 5 червня 2024 20:30 |

| Італія                          | 3:0      | Португалія |
| ------------------------------- | -------- | ---------- |
| - Колетта 7' - Камарда 16', 50' | Протокол |            |

| Лімасол Арена, Лімасол Глядачів: 7 120 Арбітр: Радослав Гідженов |